# Василівська волость (Полтавський повіт)
Василівська волость — адміністративно-територіальна одиниця Полтавського повіту Полтавської губернії з центром у селі Василівка.
Станом на 1885 рік — складалася з 66 поселень, 22 сільських громад. Населення 6586 — осіб (3213 осіб чоловічої статі та 3374 — жіночої), 1195 дворових господарств.
|                     | Площа, десятин | У тому числі орної, десятин |
| ------------------- | -------------- | --------------------------- |
| Сільських громад    | 4105           | 3541                        |
| Приватної власності | 14771          | 12641                       |
| Іншої власності     | 14             | 12                          |
| Загалом             | 18890          | 16194                       |

Основні поселення волості на 1885 рік:
- Василівка (Кибськове, Жуківка, Петрашівка, Серафимівка) — колишнє власницьке село при річці Коломак за 28 верст від повітового міста, 1157 осіб, 168 дворів, православна церква, 2 постоялих будинки.
- Дудниківські хутори — колишнє власницьке село при річці Коломак, 110 осіб, 17 дворів, поштова станція, 3 постоялих двори, постоялий будинок.
- Парасковіївка — колишнє власницьке село при річці Коломак, 603 особи, 115 дворів, постоялий будинок.
- Черкасівка — колишнє власницьке село при річці Коломак, 253 особи, 34 двори, православна церква, постоялий будинок.

Старшинами волості були:
- 1900–1904 роках козак Іуда Григорович Угаров[2],[3];
- 1913–1915 роках селянин Степан Харитонович Мирошник[4],[5].

## Відомі уродженці
Тесля Андрій Єфимович — депутат Першої Державної Думи Російської імперії (1906).